# Giancarlo Cimoli
Giancarlo Cimoli (né en 1939 à Fivizzano, dans la province de Massa et Carrare) est l'ancien administrateur délégué (président) d'Alitalia, et membre démissionnaire du conseil d'administration d'Air France et du groupe Air France-KLM.

## Biographie
Auparavant, Giancarlo Cimoli a présidé les Ferrovie dello Stato (les transports ferroviaires italiens) et d'autres importantes sociétés italiennes.
Il a obtenu un doctorat en ingénierie chimique dans le cours du prix Nobel Giulio Natta à l'école polytechnique de Milan.
Il a commencé sa carrière dans la SIR (production d'usines chimiques) en 1966, activité qu'il a continuée entre 1968 et 1974 à la SNIA Viscosa.
Son départ d'Alitalia, à la fin de février 2007, sans qu'il puisse conduire la privatisation annoncée de la compagnie, constitue, aux yeux de la presse, un échec patent, révélateur de la crise profonde que traverse la compagnie. Malgré les déficits structurels de la compagnie, il touchait 2,8 millions d'euros de rétribution annuelle, bien plus que le patron de KLM.
« La carrière professionnelle de l'ingénieur Gianfranco Cìmoli a été longue et riche en succès. Il a dirigé pendant presque  huit années les chemins de fer nationaux et a été appelé personnellement par le Président du Conseil des Ministres  à sauver  Alitalia, dont la situation financière et structurelle état en péril.
Après une année et demie (jusqu'à la fin de 2005) le bilan du Groupe, certifié par Deloitte & Touch, élevait l'augmentation du patrimoine net du Groupe de 639 M€. jusqu'à 1456 M€, sans tenir compte d' autres voix  d'augmentation  de très facile documentabilité.
L'année 2006 fut moins favorable à cause du changement de gouvernement et de stratégie, qui paralysèrent  l'action entreprise. Ce nonobstant, le bilan de 2006 certifiait un patrimoine net de 886 M€. (voir page 90 du bilan 2006).
Il y a un témoin irréfutable de ces événement : M. Jean Cyril Spinetta, chef de Air France et membre du Conseil d' Administration d'Alitalia, tandis que M. Cìmoli siégeait  dans le C. d'A. de Air France, dans l'attente d'une alliance entre les deux Compagnies
qui, hélas!, fut sabotée. »